# Łomża
Lomża és una ciutat del nord-est de Polònia, situada aproximadament a 150 km de Varsòvia i a 81 km de Bialystok. Està situada en el curs del riu Narew i des del 1999 forma part del Voivodat de Podlàquia. Anteriorment, fou la capital del Voivodat de Lomza (1975-1998). És la capital del Comtat de Lomza i la capital del Bisbat de Lomza des de 1925.
Lomza és un dels centres principals econòmics, cultural i educacional del nord-est de Mazovia i una de les tres principals ciutats del Voivodat de Podlàquia (juntament amb Białystok i Suwałki. Té part de l'àrea natural protegida Łomżyński Park Krajobrazowy Doliny Narwi. A la ciutat hi ha la Cerveseria Lomza, una de les més importants de Polònia.

## Història
Łomża fou fundada al segle x d.C, a on actualment hi ha Stara Łomża (Vell Łomża). La primera menció que se'n té és del segle xiv. El 1416 va obtenir els drets de municipi i al segle xvi va esdevenir un centre politicoeconòmic important.
El príncep Boleslau IV de Polònia va construir-hi un palau al segle xii. El 1444 la ciutat va obtenir una exempció de pagar el peatge per travessar el riu Narew, cosa que va ajudar al seu posterior desenvolupament. Al S. XVI, Segimon II August de Polònia els va atorgar el dret de celebrar-hi tres fires a l'any (igual que a Varsòvia i a Płock. El 1618, un gran incendi va cremar la majoria de la ciutat i sis anys després una epidèmia va matar més de 5000 persones. Això juntament a una sèrie de desastres, va provocar el seu ràpid declivi.
El 1494 ja hi ha referències de jueus que hi residien. El 1808 se n'hi comptaren 157. El 1881 es va construir una gran sinagoga de pedra. Aquesta, que fou dibuixada per Enrico Marconi, va esdevenir el centre del Moviment Sionista. El 1931 hi vivien 8912 jueus.
Durant la Guerra poloneso-soviètica (1919-21) Łomża estava situada al mig del camí de retirada de l'exèrcit rus després de la seva derrota a la batalla de Varsòvia. El 15 d'agost del 1920, el General Soviètic August Kork, del 15è Exèrcit va muntar una defensa infructuosa a la ciutat contra l'exèrcit polonès del General Leonard Skierski abans de continuar la seva retirada cap a l'est per la pressió de les forces poloneses.
Al setembre del 1939, durant la Campanya de Polònia!invasió conjunta soviètica i alemanya de Polònia, Łomża fou molt castigada pels nazis i després fou lliurada a l'Exèrcit Roig Va estar en mans soviètiques fins a l'Operació Barbarroja. Al juny del 1941 va caure en mans dels alemanys. El 12 d'agost del mateix any fou creat el Gueto de Łomża a prop de la Plaça del Mercat Vell (Stary Rynek), en el qual s'hi van internar entre 10000 i 15000 jueus. Molts jueus van morir assassinats, de malnutrició i altres malalties i la resta foren enviats a Auschwitz. El gueto fou liquidat l'1 de novembre del 1942. Pocs jueus de la ciutat van sobreviure a l'Holocaust, alguns dels quals protegits per families catòliques poloneses.
A finals del 1944 l'URSS va recapturar el territori. Després de la Conferència de Ialta els soviètics la van tornar a cedir a Polònia. Llavors la ciutat només tenia 12.500 habitants. Durant els anys 1946-75, la part antiga de la ciutat fou reconstruïda. Es van crear nous polígons d'habitatges, juntament amb plantes industrials, així com l'estació municipal d'energia tèrmica. A començament de la dècada dels anys 70 del S. XX, la ciutat havia assolit els 30.000 habitants.

## Demografia
Łomża és la tercera ciutat més gran del Voivodat de Podlàquia. El 2006 tenia 63,036 habitants. A finals del 2006, el creixement de la població era positiu (1,3 per 1000), mentres que el balanç migratori era negatiu (-520). L'atur, a finals de maig del 2008 era del 10,2%. Segons la data de 2006,
L'ingrés mitjà per habitant va ser de 2942,31 Złoty.

## Religió
Els habitants de Łomża, han estat predominantment catòlics romans, tot i que han viscut a la ciutat seguidors d'altres religions. És important el nombre de tombes jueves i protestants al cementiri.

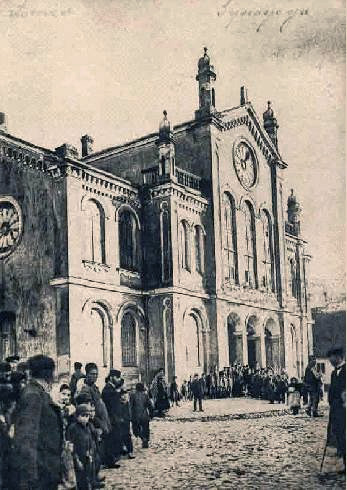
Gran Sinagoga, destruïda pels nazis alemanys al 1941
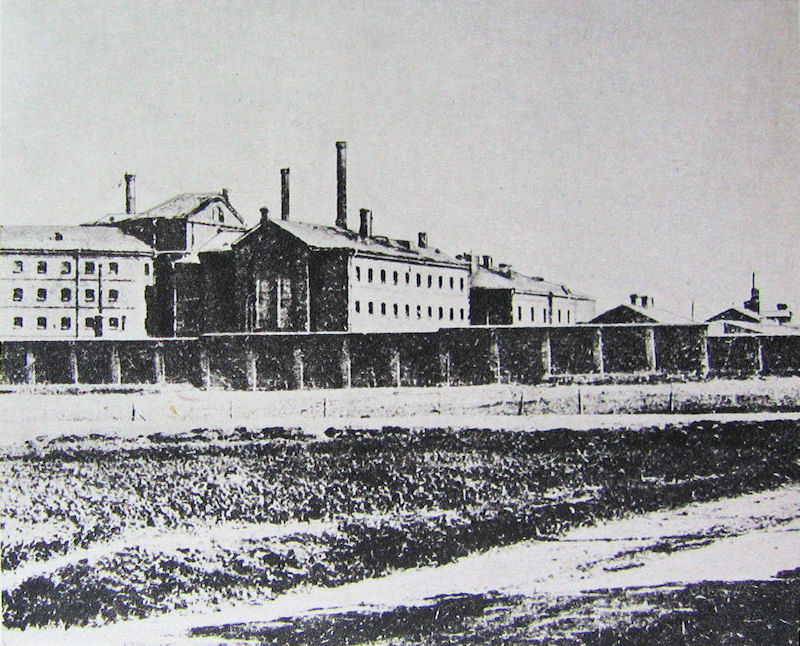
Presó de finals del S.XIX derruïda el 1944
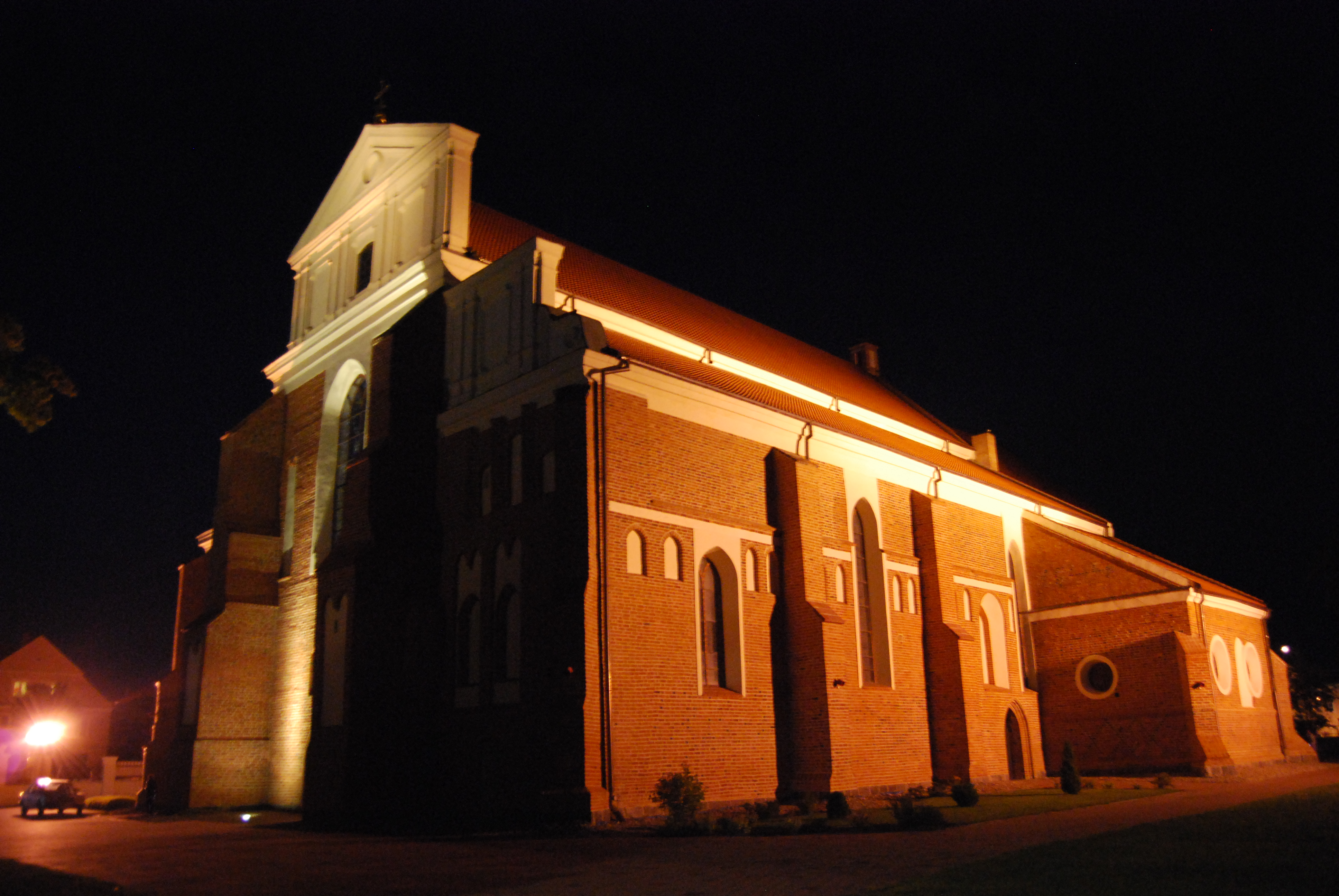
Catedral a la nit
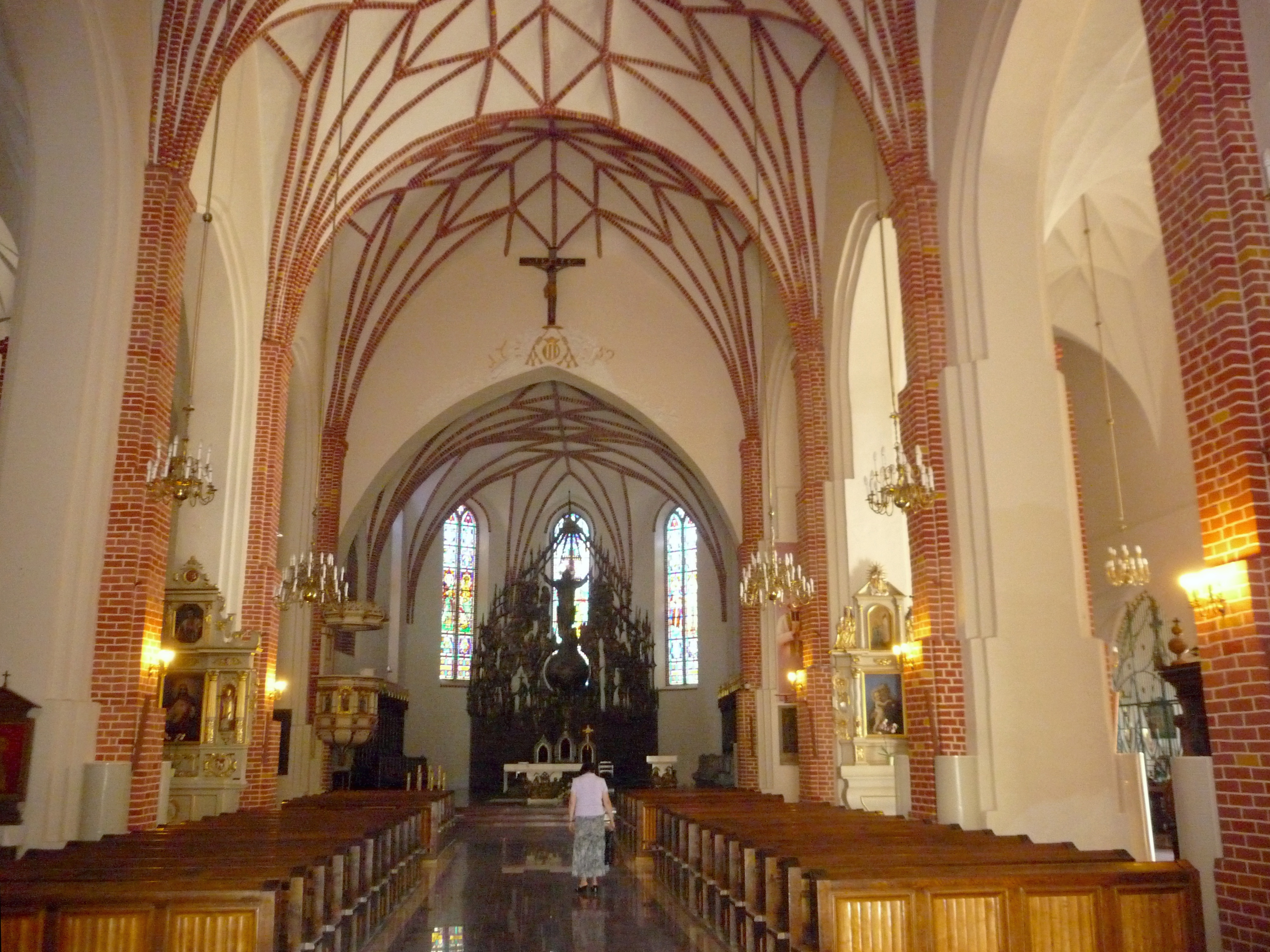
Nau principal de la Catedral
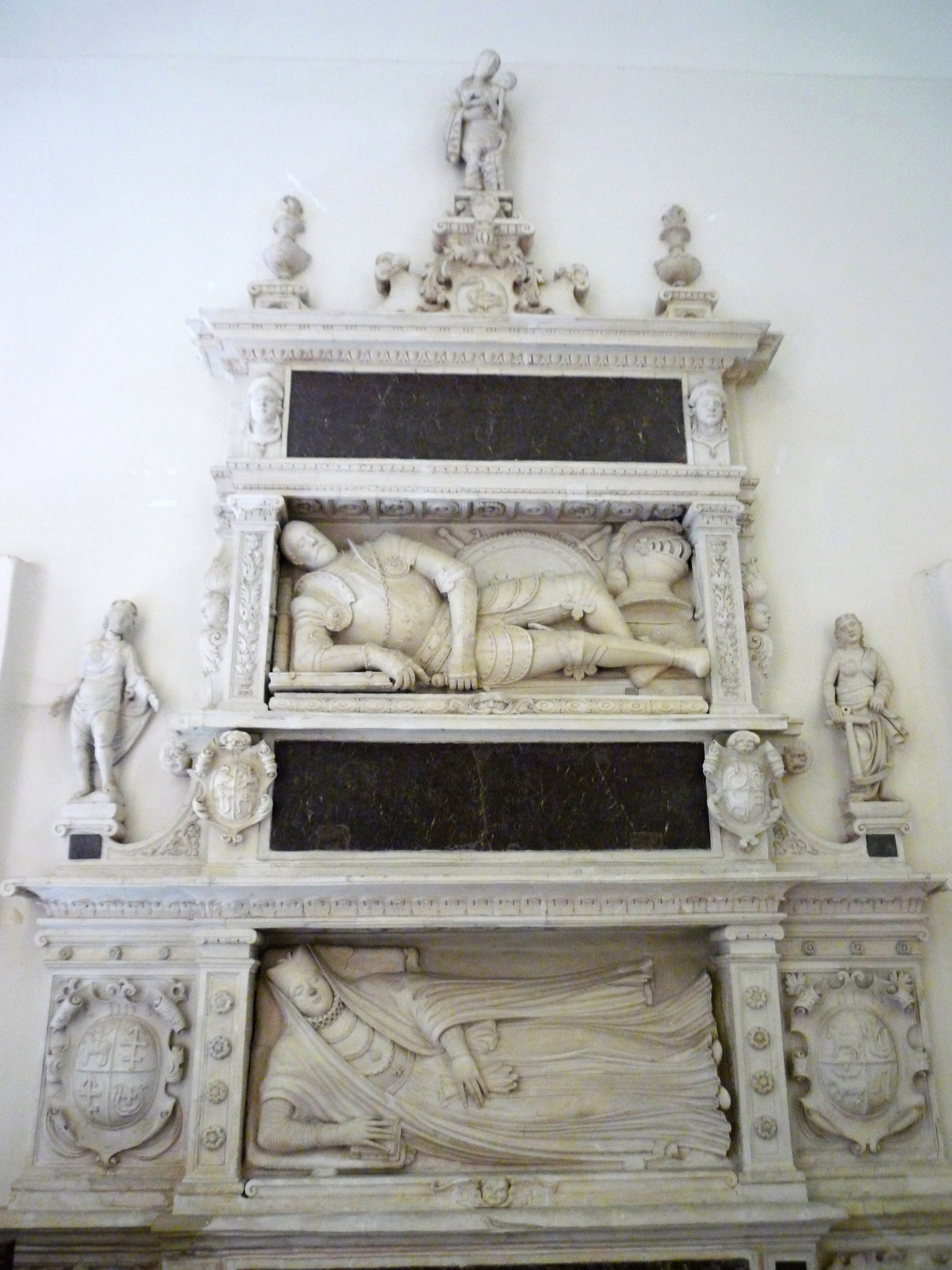
Dins la catedral, tomba del 1589
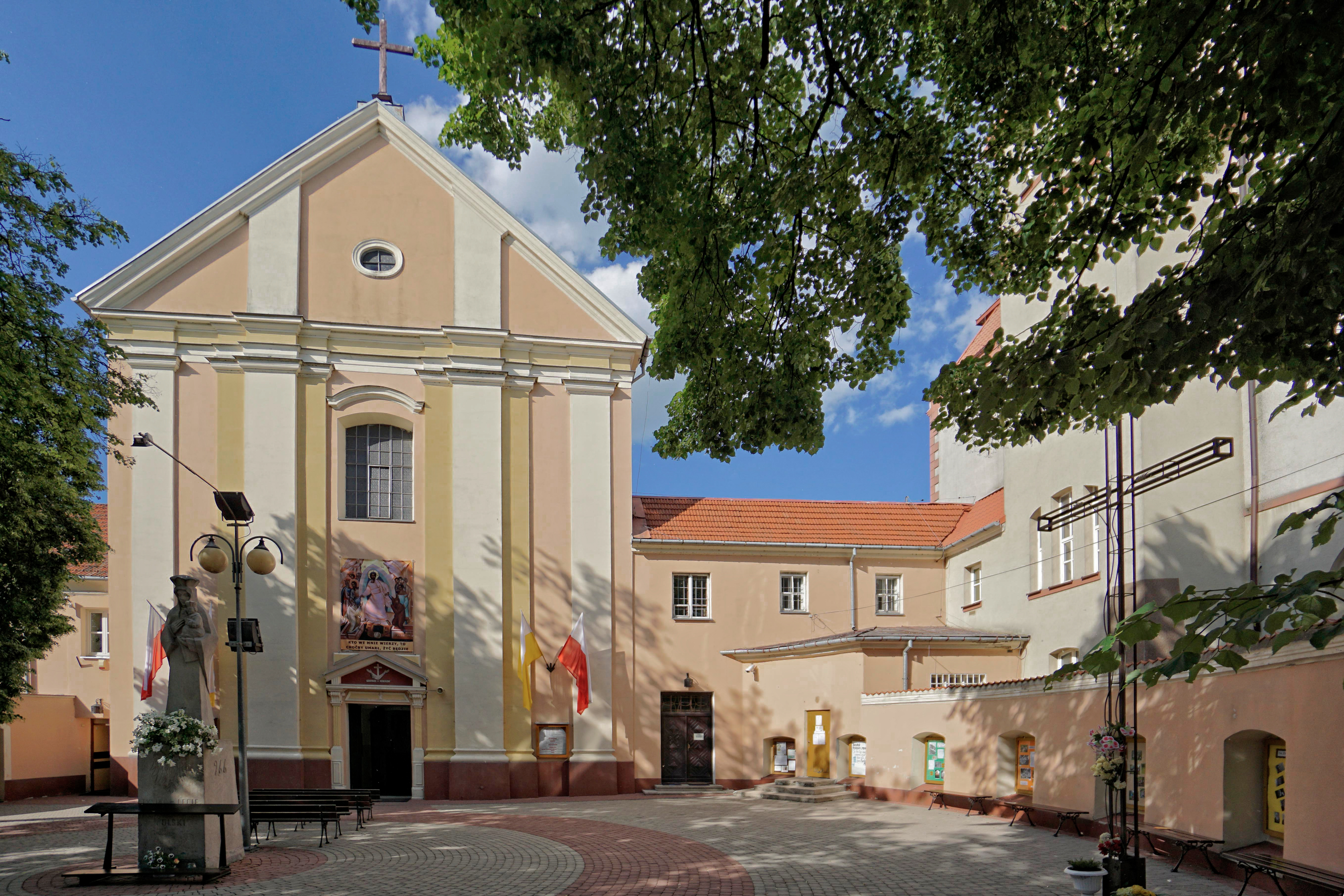
Parròquia dels caputxins (S. XVIII) a Łomża

## Educació
La història de l'educació a la ciutat comença als inicis del S. XV, quan fou fundada la primera parròquia. El 1614 es va crear el College Jezuickie.
Actualment la ciutat compta amb una bona xarxa d'escoles públiques i privades a tots els nivells. Hi ha 7 escoles primàries, vuit escoles, deu escoles secundàries, sis universitats (tres privades) i dues escoles d'art. Hi ha un nivell educatiu alt.

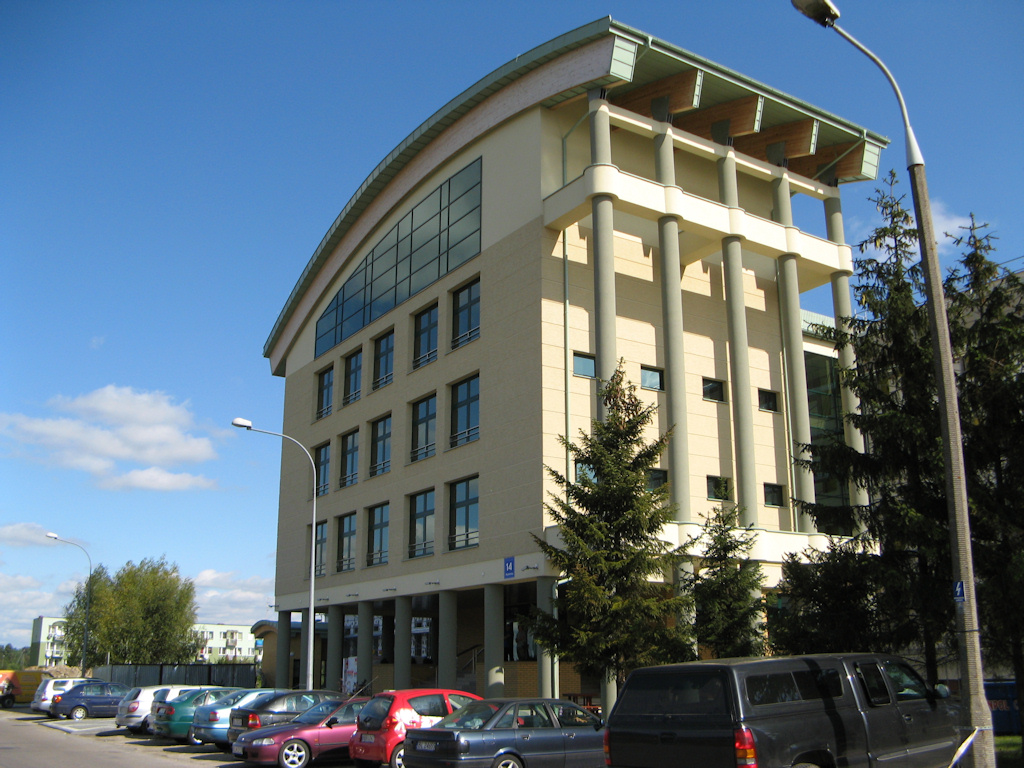
Universitat d'Informàtica, Ciències i Negocis a Łomża.
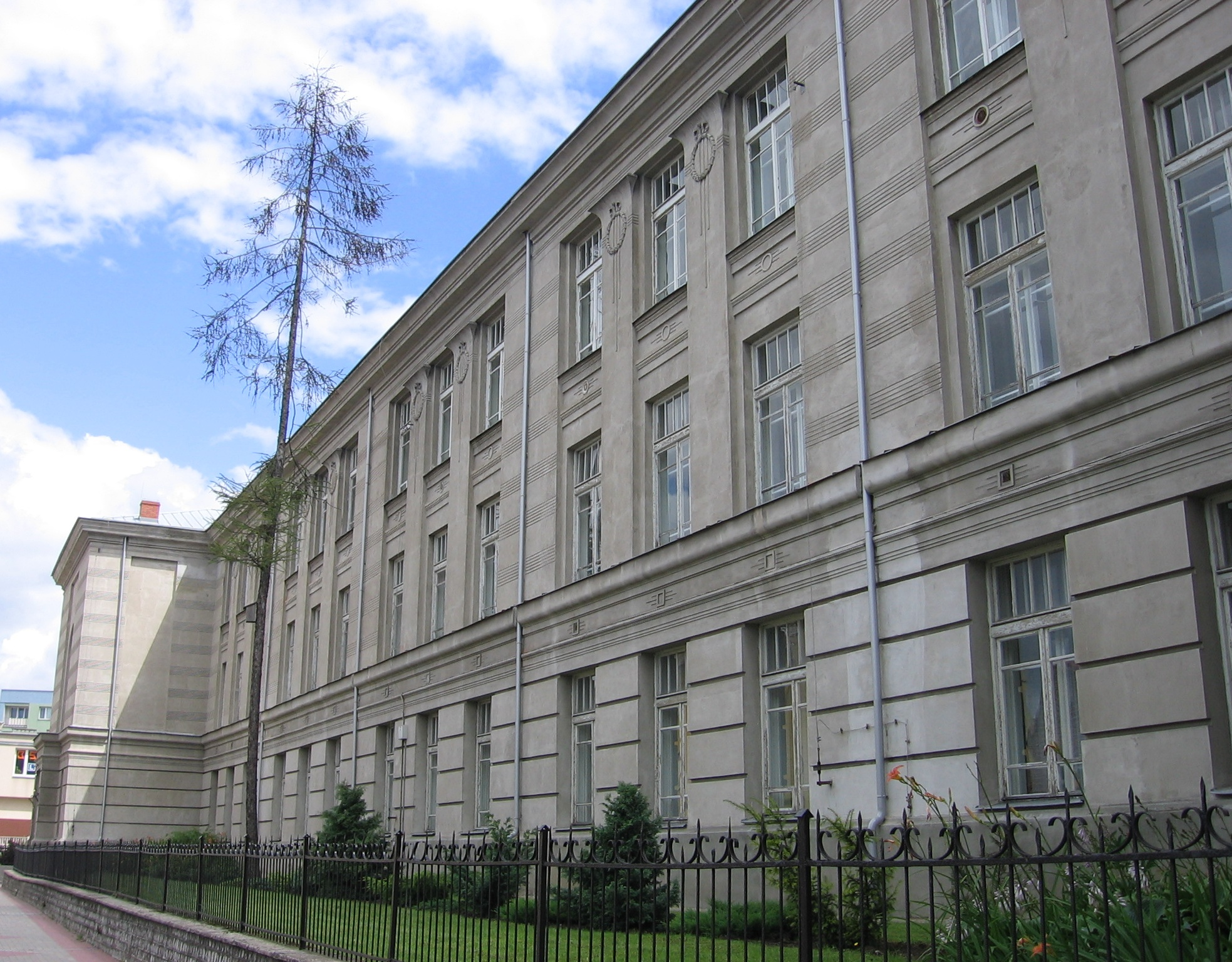
Edifici de l'escola primària Tadeusz Kościuszko
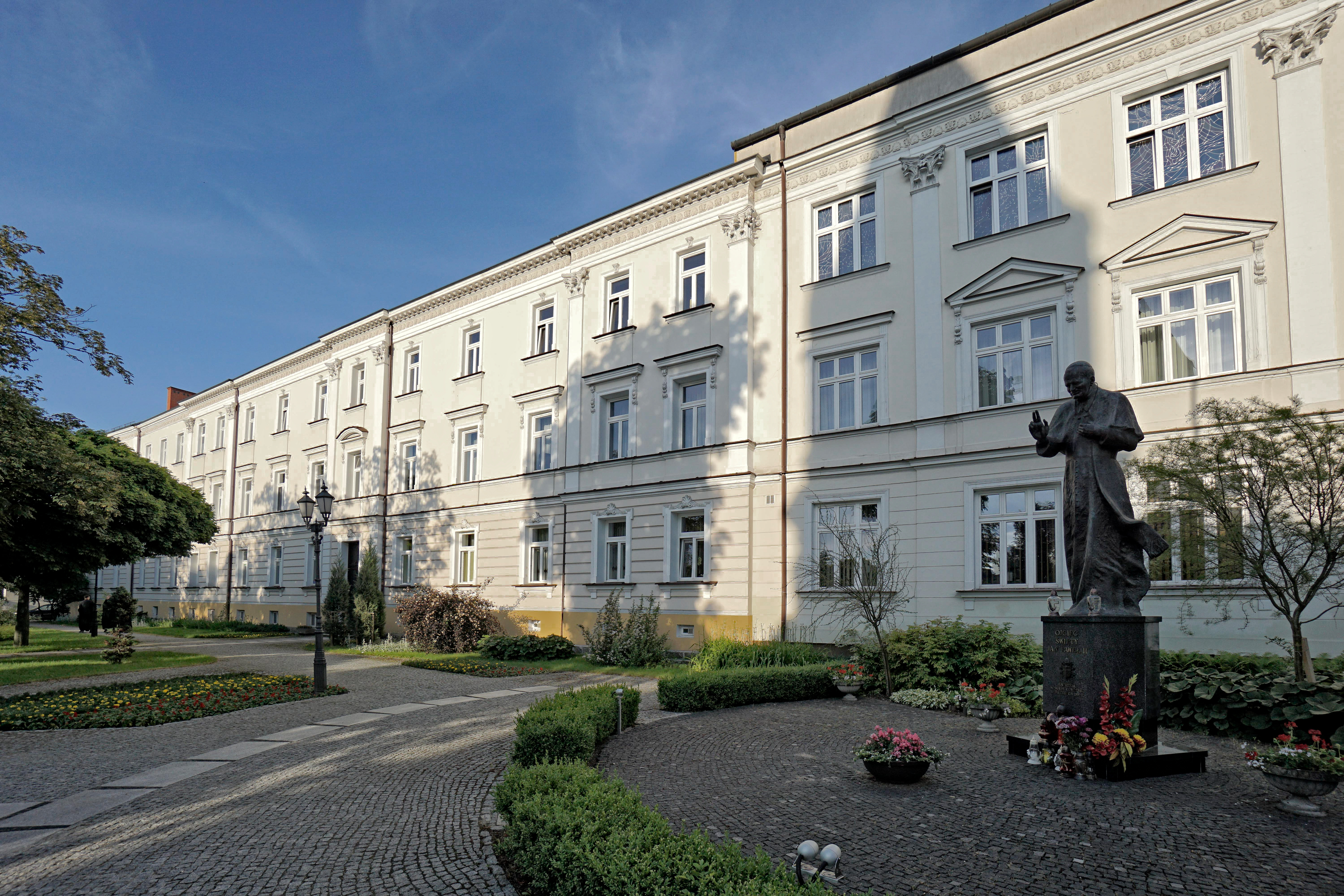
Edifici del seminari de Łomża
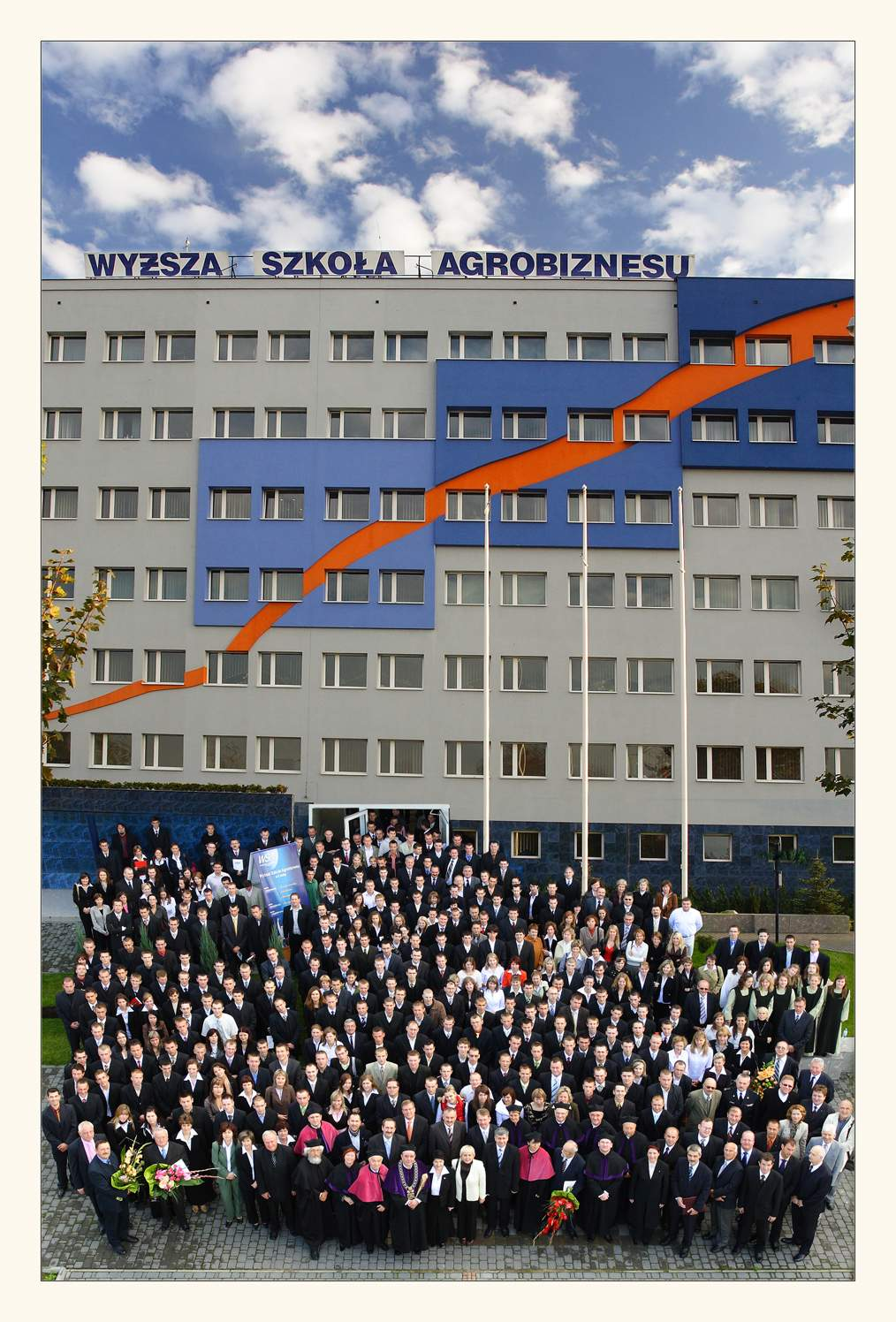
Grup d'estudiants davant l'edifici principal de WSA

## Esports
El 1902 es va fundar la Societat de Rem de Łomża. El 1926 es fundà el primer equip de futbol, ŁKS Łomża (actualement juga a la Lliga III polonesa). Hi ha presència de molts esports com voleibol, bàsquetbol, atletisme i arts marcials.

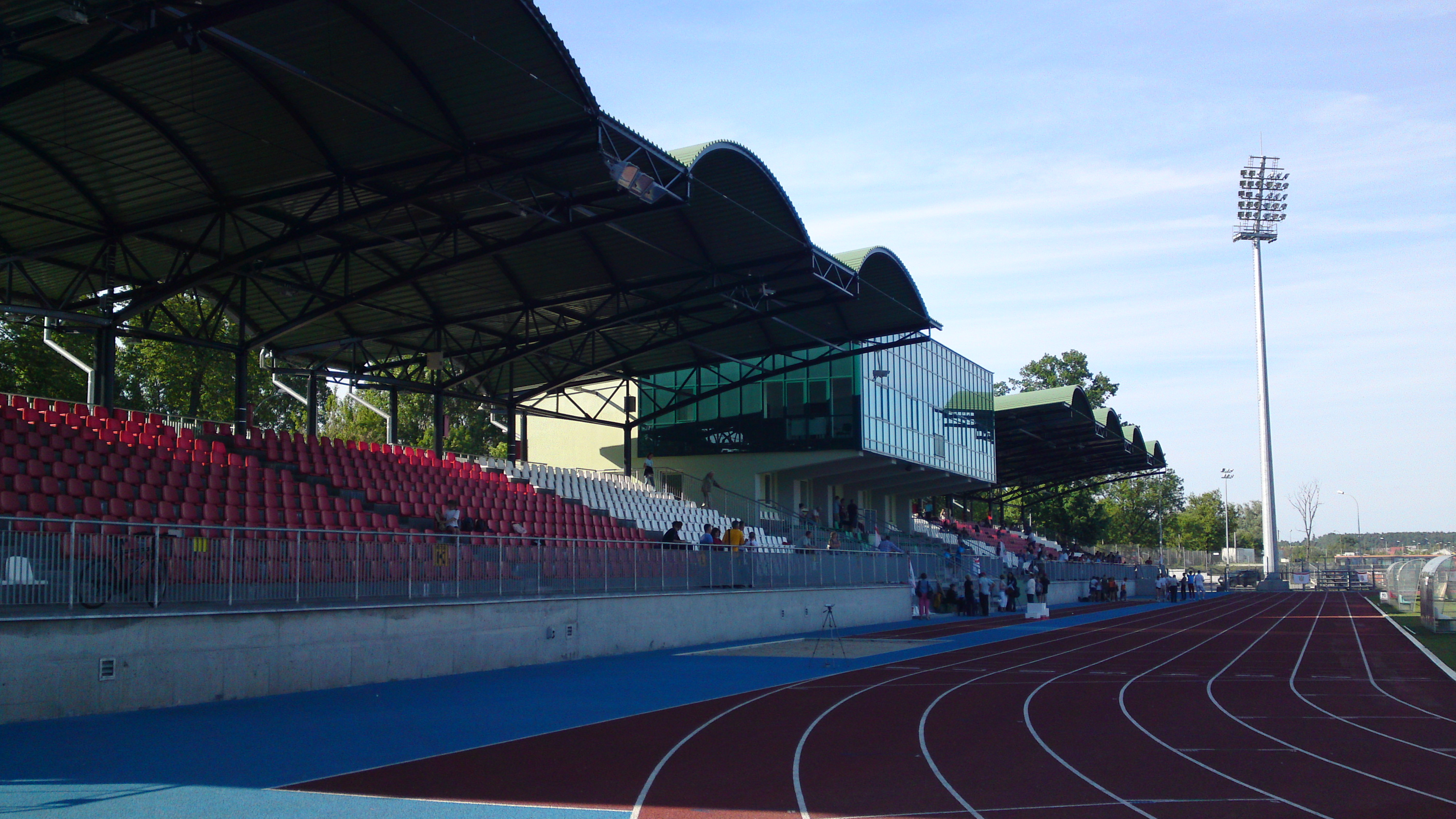
ŁKS Łomża Stadium
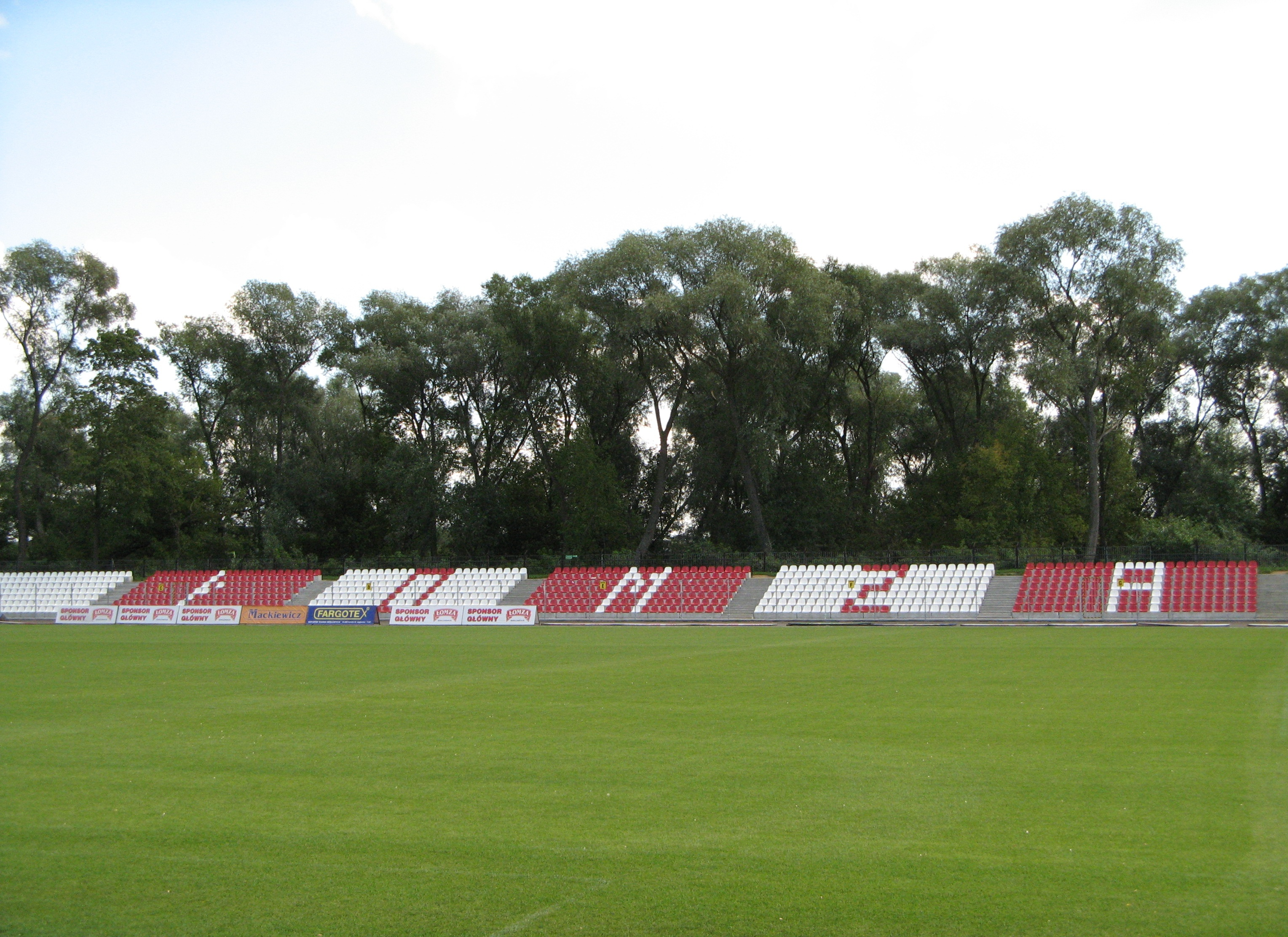
Estadi del LKS Lomza
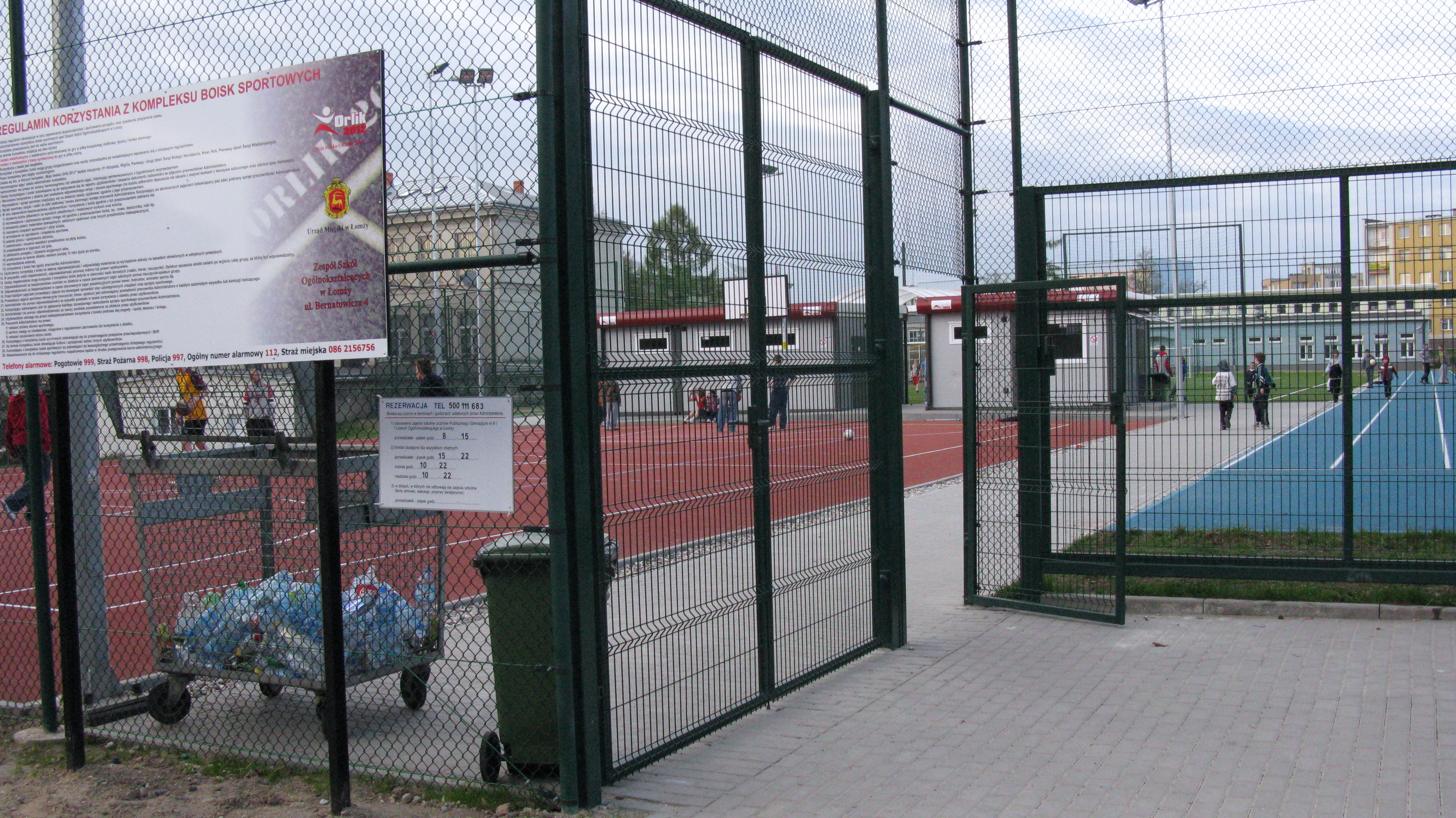
Complex esportiu Orlik de Lomza

## Economia
L'economia de la ciutat va lligada al medi ambient. Té indústries agrícoles i forestals, agroalimentàries, de begudes, d'electrònica, de materials de la construcció i de mobles. Cal destacar la Cervesera Lomza.
A finals del 2007, Lomza tenia 13,408 aturats i el 2009 el percentatge d'aturats era alt i arribava al 14,1%. El nombre de negocis registrat a finals del 2008 era de 6,421.

## Llocs d'interès

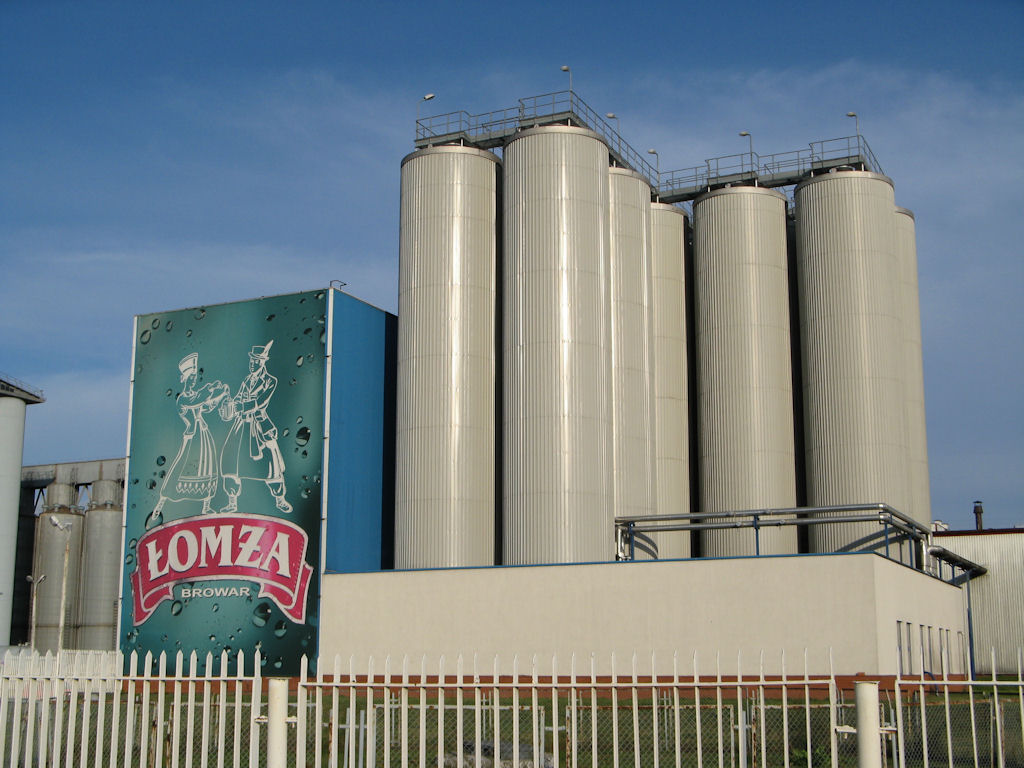
Browar Łomża (Cerveseria)
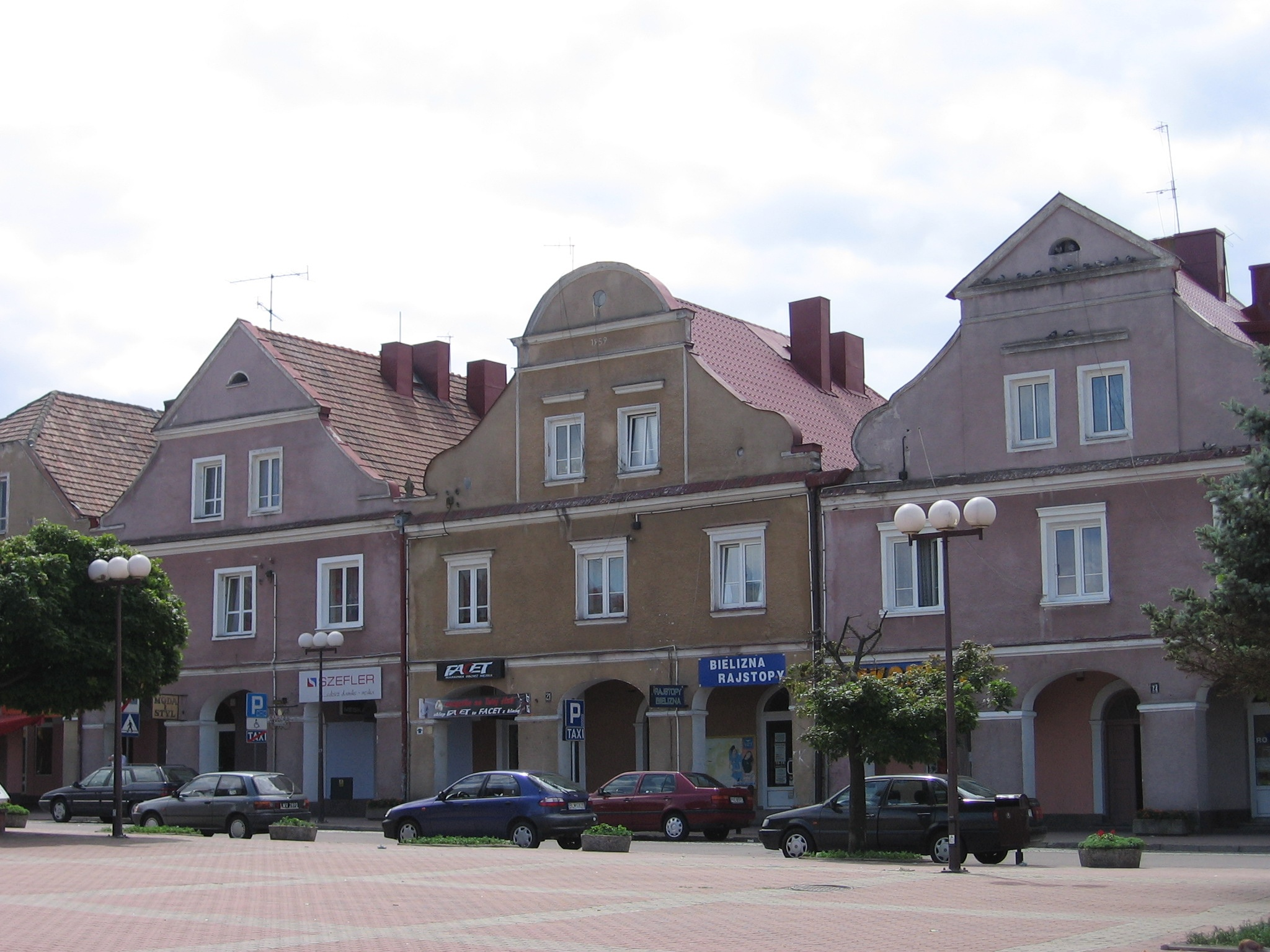
Cases monumentals a la pl del Mercat Antic (Stary Rynek)
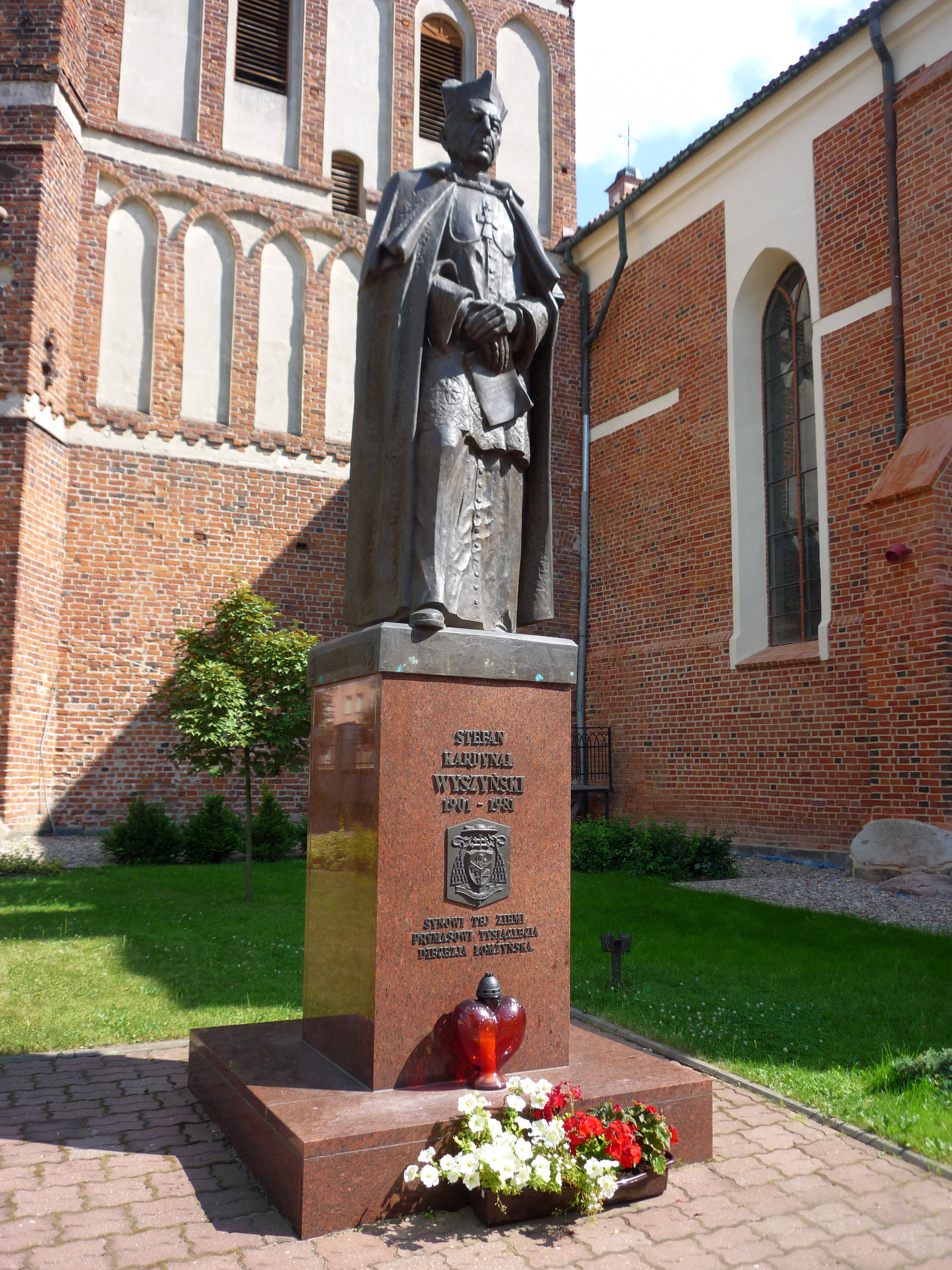
Monument al Cardenal Stefan Wyszyński
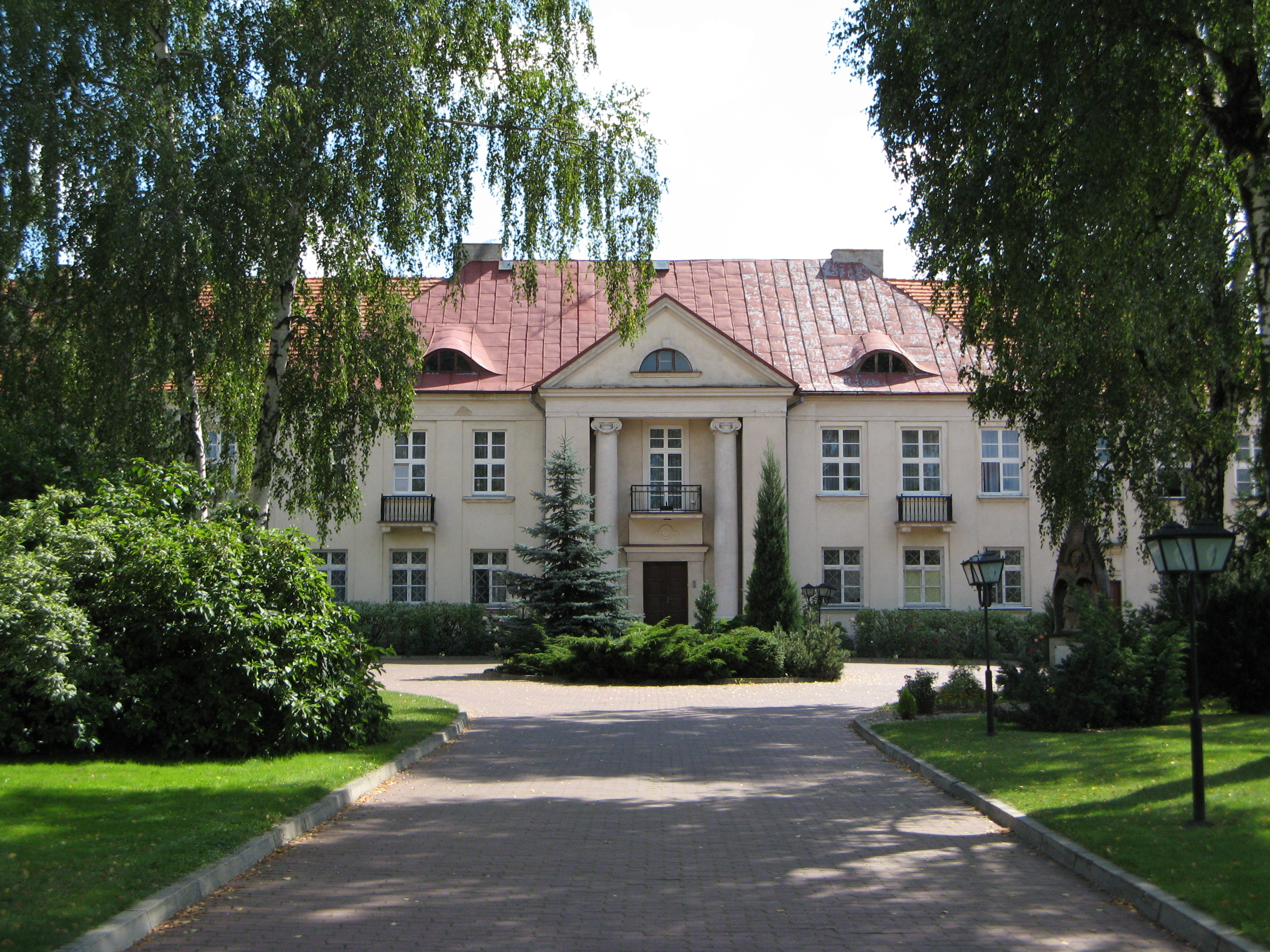
Palau Episcopal
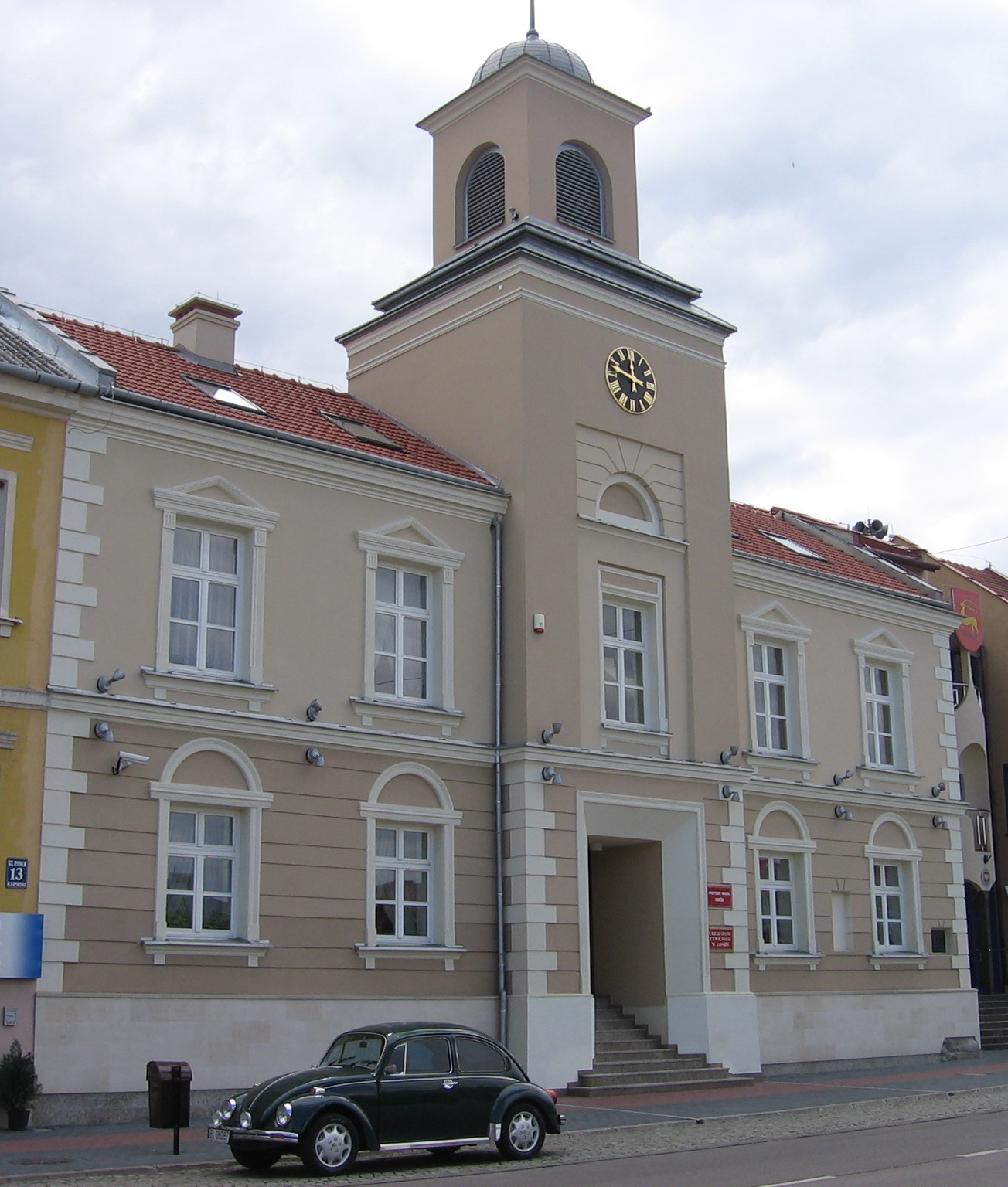
Ajuntament de Łomża
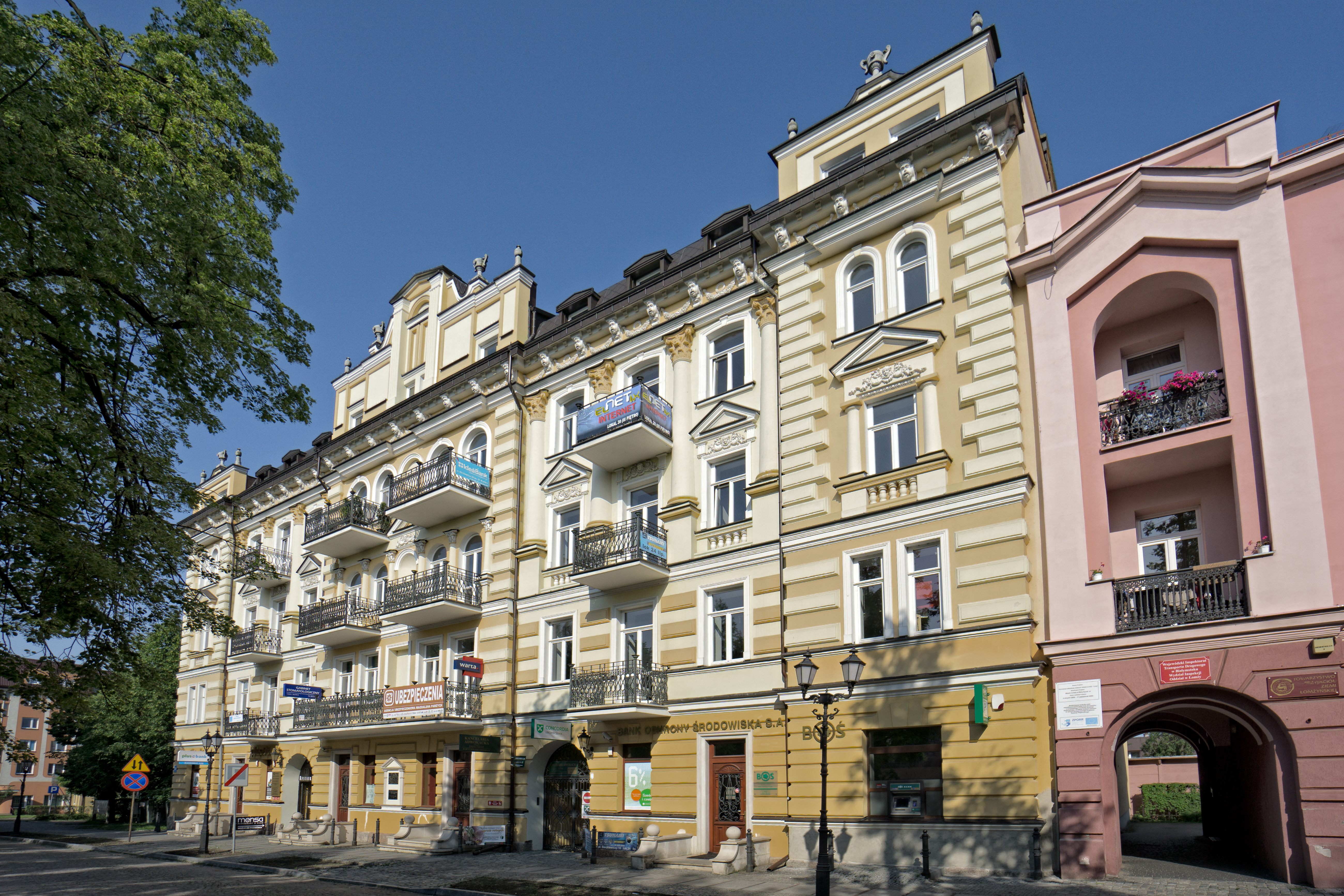
Carrer Sienkiewicza
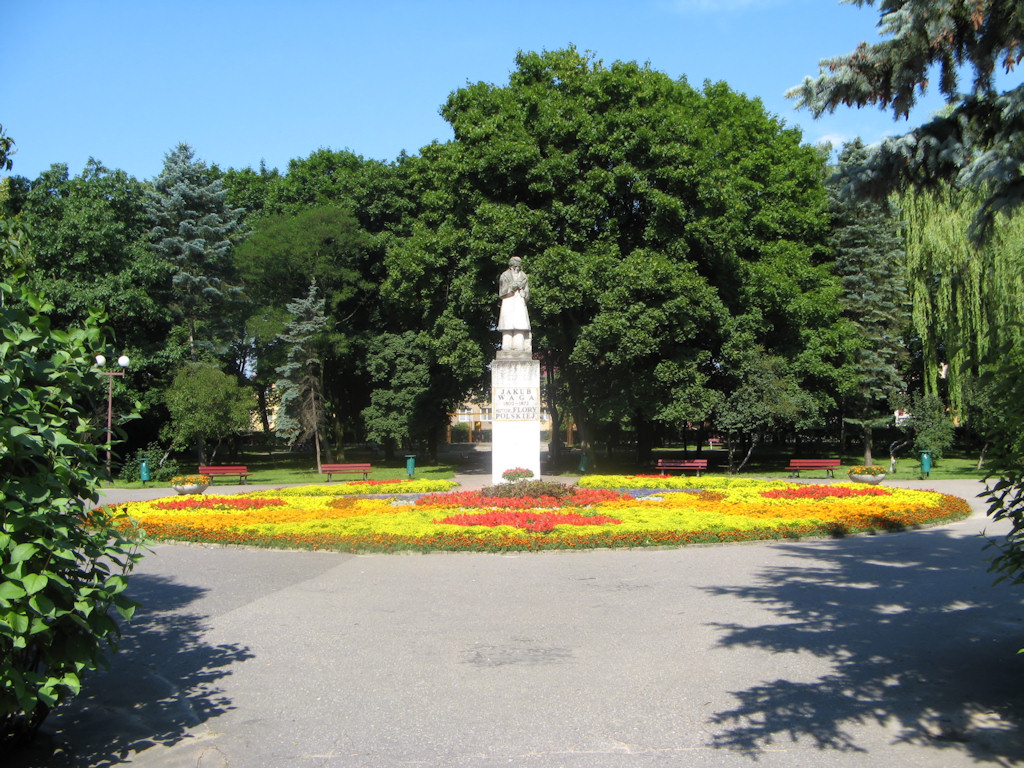
Parc Jakub Waga
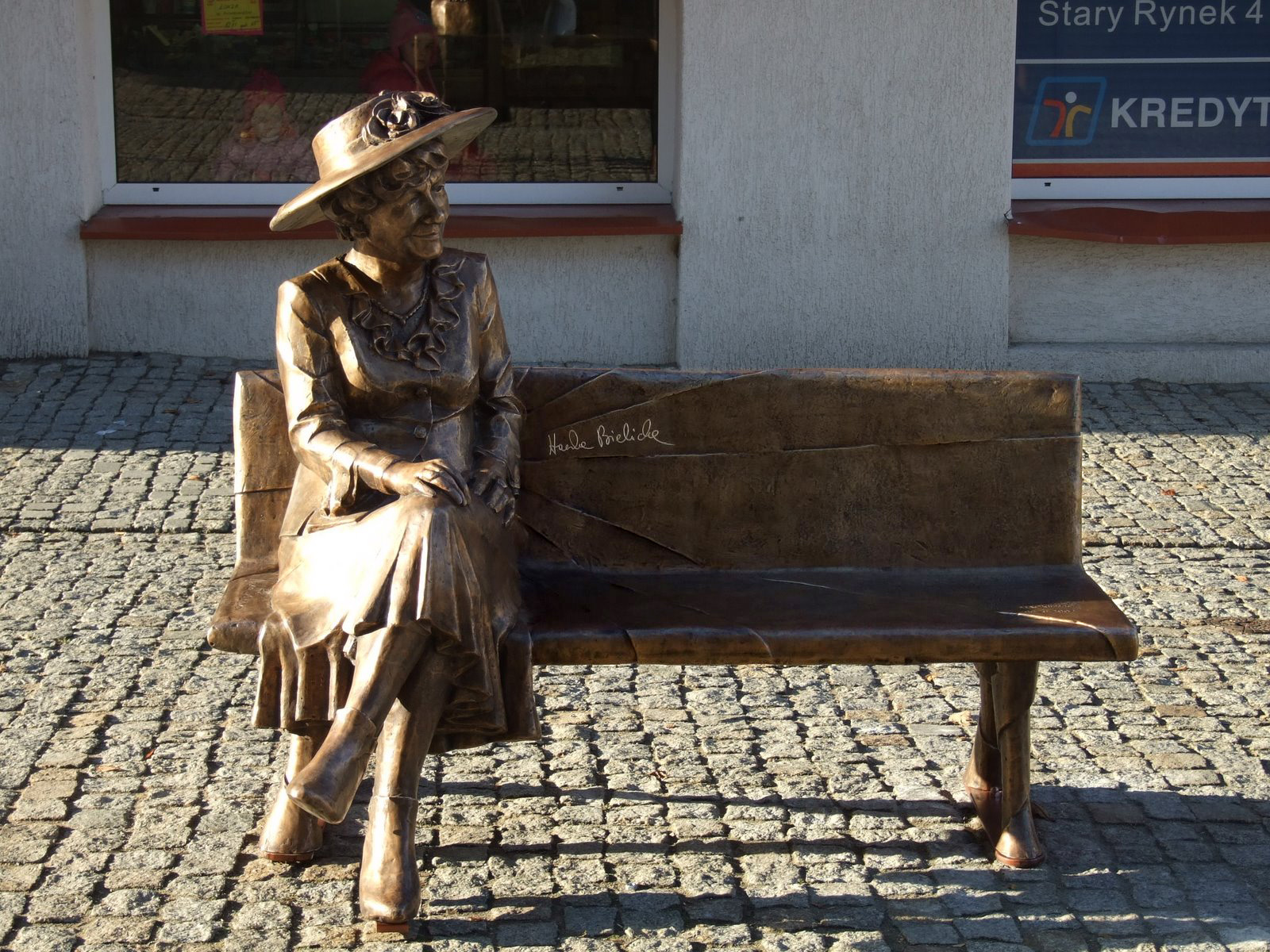
Monument a Bielicka
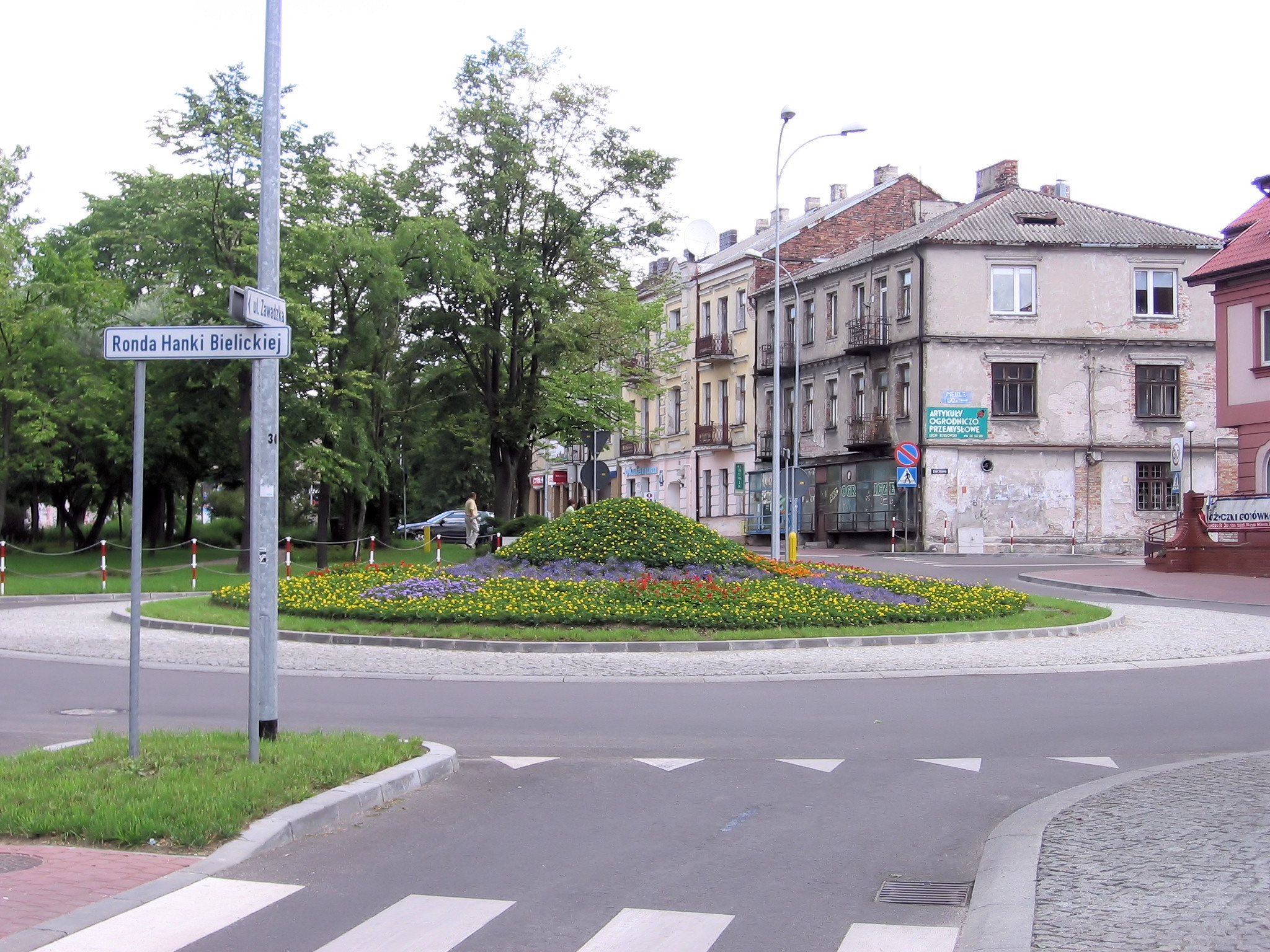
Rotonda de Hanka Bielicka a Łomża
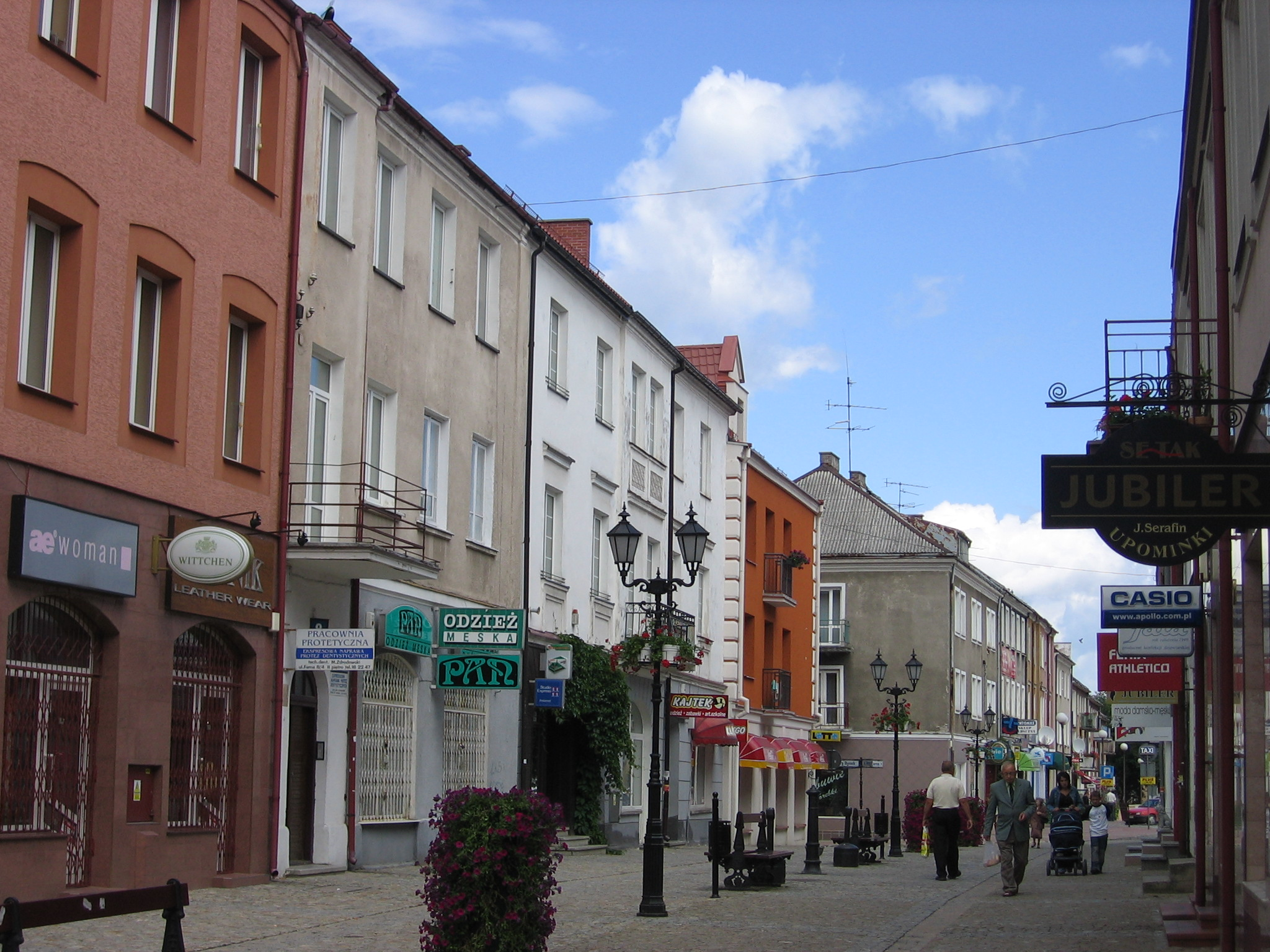
Carrer Popular Farna
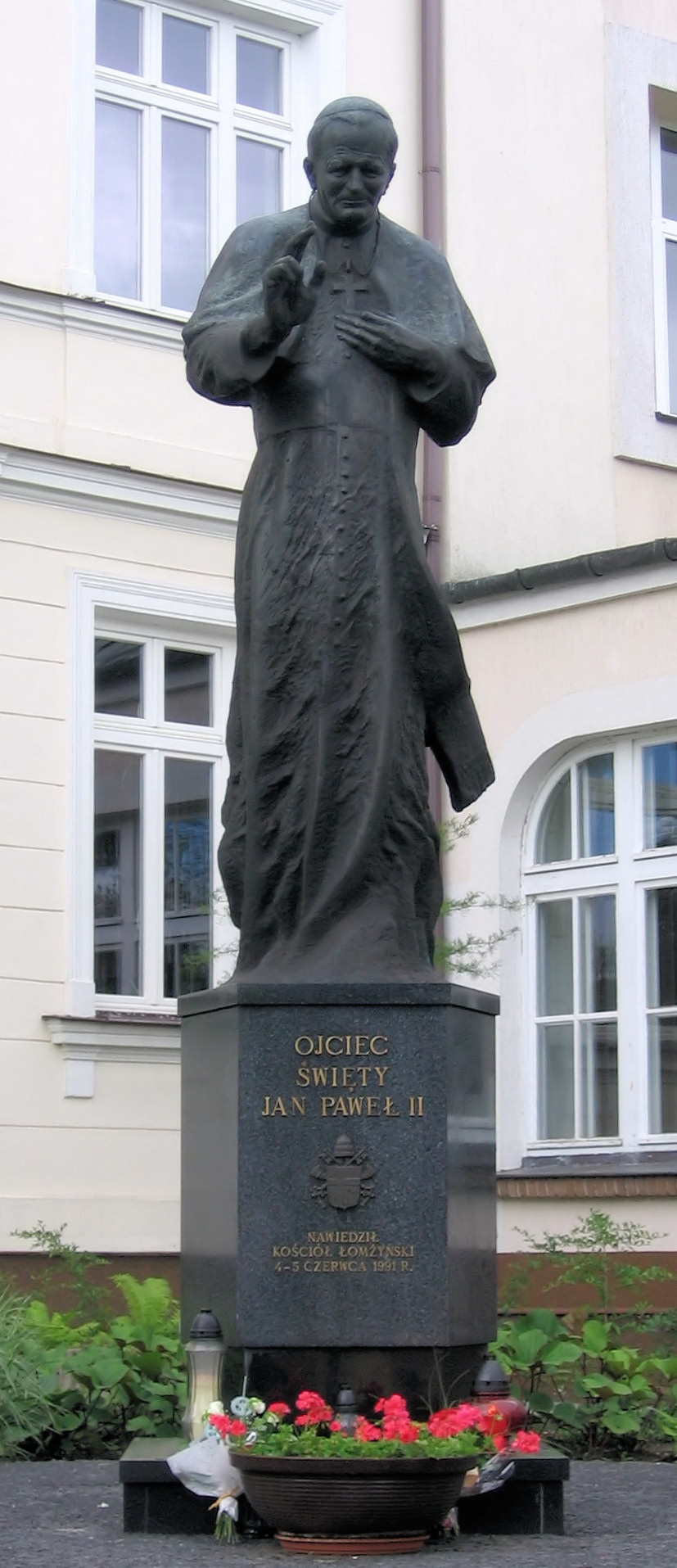
Monument de Joan Pau II
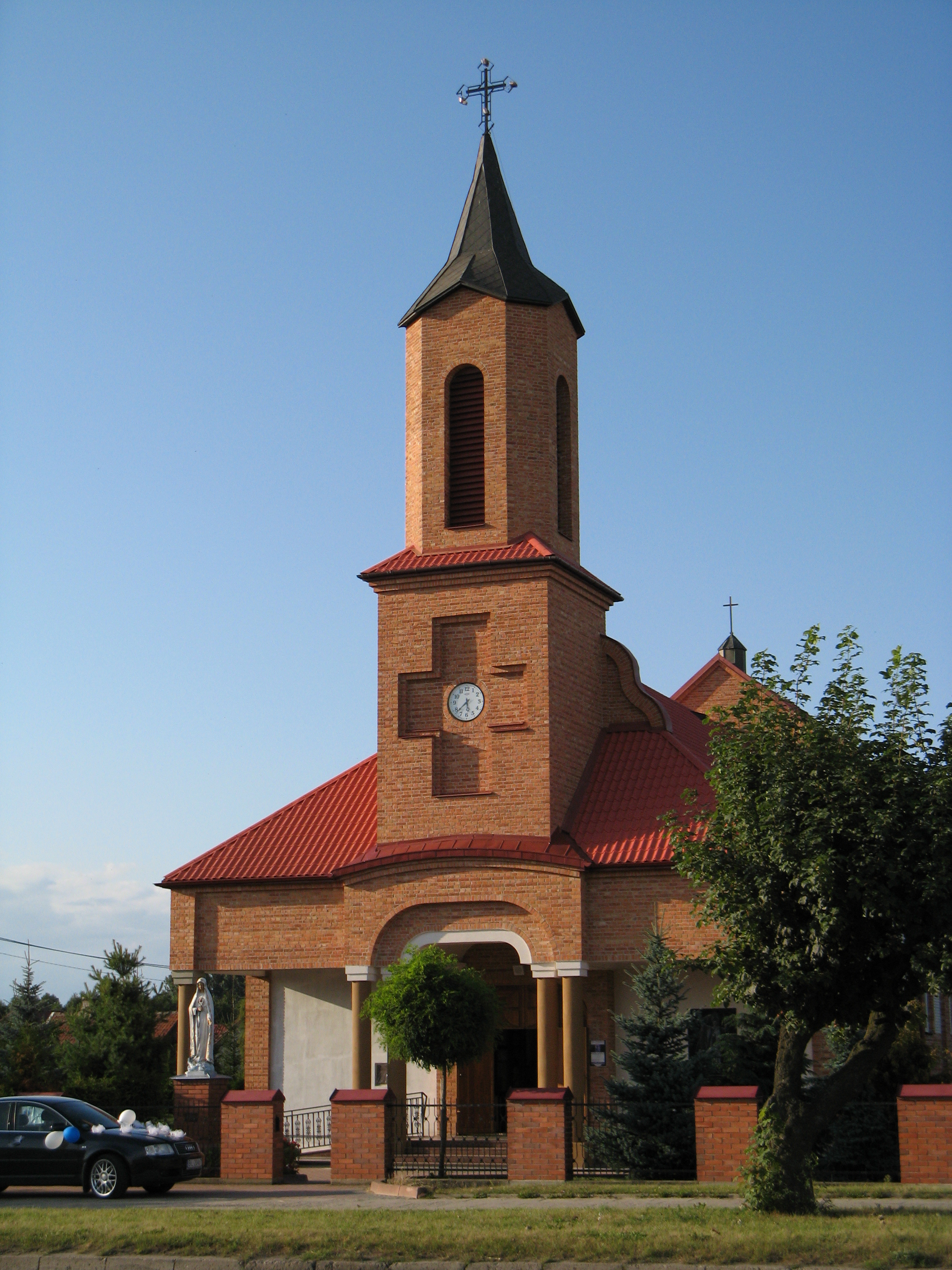
Església Częstochowska Mother of God